# Infixo
Um infixo é um afixo que se localiza dentro da raiz, dividindo-a em duas partes descontínuas. Exemplo: o morfema nasal do latim que era marca do presente do indicativo: rumpo ('rompo'), vinco 'venço' etc. 
O infixo pode ser ainda um fonema que se intercala, para fins de eufonia, entre a raiz e o sufixo de uma palavra (como por exemplo o /z/ em cafezal); vogal ou consoante de ligação.